# Maurice FitzGerald, 9.º Duque de Leinster
Maurice FitzGerald, 9.º Duque de Leinster (7 de abril de 1948), denominado Conde de Offaly antes de 1976 e Marquês de Kildare entre 1976 e 2004, é um nobre e paisagista anglo-irlandês.

## Biografia
O filho mais velho de Gerald FitzGerald, 8.º Duque de Leinster, e sua segunda esposa, Anne, filha de Philip Smith, foi educado na Millfield School, em Street, Somerset. Após a morte de seu pai em 2004, ele sucedeu ao ducado como o 9º Duque.

## Casamento e descendência
Maurice FitzGerald, então estilizado como Conde de Offaly, casou-se com Fiona Mary Francesca Hollick em 19 de fevereiro de 1972. O duque e a duquesa tiveram três filhos:
- Thomas FitzGerald, Conde de Offaly (1974–1997); morto em um acidente de carro.[3]
- Lady Francesca Emily Purcell FitzGerald-Hobbs (n. 1976)
- Lady Pollyanna Louisa Clementine FitzGerald (n. 1982).

Com a morte de seu filho mais velho, seu herdeiro aparente passou a ser seu sobrinho, Edward FitzGerald, filho do Capitão Lord John FitzGerald, que faleceu em 2015.

## Títulos e estilo
- 7 de abril de 1948 – 8 de março de 1976: O Muito Honorável Conde de Offaly
- 8 de março de 1976 - 3 de dezembro de 2004: O Mais Honorável Marquês de Kildare
- 3 de dezembro de 2004 - presente: Sua Graça, o Duque de Leinster